# STUPiG
「STUPiG」（ステューピッグ）、はBiSのメジャー・デビュー5枚目のシングル。2014年1月22日にavex traxから発売された。

## 概要
アニメ盤（CD+DVD、AVCD-48839/B）、MUSIC VIDEO盤（CD+DVD、AVCD-48840/B）、CD盤（CDのみ、AVCD-48841）の3タイプがある。それぞれ初回限定盤と通常盤でジャケット写真が異なる仕様になっている。アニメ盤の初回盤はコショージメグミがアップになった“メグモンキラキラビッグジャケット仕様”となっている。
ミュージックカードは各メンバー別に6種類が存在する。
また、2013年11月10日に加入したコショージメグミが初めて参加したシングルである。
表題曲「STUPiG」の作曲・編曲を手がけた上田剛士(AA= / THE MAD CAPSULE MARKETS)は、アイドルグループへの楽曲提供が今作が初となる。

## 収録内容

### CD
1. STUPiG
作詞：BiS 作曲・編曲：上田剛士(AA= / THE MAD CAPSULE MARKETS)
2. ODD FUTURE
作詞：JxSxK 作曲・編曲：松隈ケンタ
3. STUPiG -Acappella-
4. ODD FUTURE -Acappella-
5. STUPiG -Instrumental-
6. ODD FUTURE -Instrumental-

### DVD

#### アニメ盤
- アニメ “Backstageidolstory”

1. 第1話　暑中お見舞い申し上げます
2. 第2話　サウスポー
3. 第3話　赤いスイートピー
4. 第4話　愛が止まらない
5. 第5話　はんぶん不思議
6. 第6話　乙女 パスタに感動！
7. 第7話　ヘビーローテーション
8. 第8話　ぺろぺろちゅっちゅ
9. コショージメグミ デビュー密着ドキュメント映像(2013年11月10日)

※スペースシャワーTVで放送された"Backstageidolstory"のアニメ本編（ゲストトークパートの収録はなし）と、コショージメグミのデビューLIVEに密着したドキュメント映像を収録。

#### MUSIC VIDEO盤
1. MUSIC VIDEO “STUPiG”
2. “STUPiG” メイキング映像

### 初回封入特典
- ミニ生写真(7種ランダム封入) ※各タイプ共に。